# Phạm Công Thiện
Phạm Công Thiện (1941–2011) là một thi sĩ, nhà văn, triết gia, học giả và cư sĩ Phật giáo người Việt Nam với pháp danh Nguyên Tánh. Tuy nhận mình là nhà thơ và phủ nhận nghề triết gia, ông vẫn được coi là một triết gia thần đồng, một hiện tượng dị thường của Sài Gòn thập niên 1960 và của Việt Nam với những tư tưởng ít người hiểu và được bộc phát từ hồi còn rất trẻ. Bút danh khác: Hoàng Thu Uyên.

## Tiểu sử
Phạm Công Thiện sinh ngày 1 tháng 6 năm 1941 tại Mỹ Tho. Từ tuổi thiếu niên ông đã nổi tiếng thần đồng về ngôn ngữ, năm 15 tuổi đã đọc thông viết thạo năm ngoại ngữ Anh, Pháp, Nhật, Hoa, và Tây Ban Nha, ngoài ra còn biết tiếng Sanskrit và tiếng Latinh.
Năm 1957, 16 tuổi, ông xuất bản cuốn tự điển Anh ngữ tinh âm, nhưng từ vài năm trước đó cho đến khi rời Việt Nam vào năm 1970, ông đã cộng tác với các báo và tạp chí Bông Lúa, Phổ Thông, Bách Khoa, Văn, Giữ Thơm Quê Mẹ. Từ những năm cuối thập niên 1950 ông đi dạy Anh ngữ tại một số trường tại Sài Gòn. Năm 1960, ông khởi sự viết cuốn Ý thức mới trong văn nghệ và triết học khi chưa được 19 tuổi.
Đầu năm 1964, ông chuyển ra Nha Trang sống để an dưỡng sau một cuộc "khủng hoảng tinh thần." Tại đây ông quy y ở chùa Hải Đức, lấy pháp danh Nguyên Tánh. Một thời gian sau ông lại về Sài Gòn.
Từ năm 1966–1968, ông là giám đốc soạn thảo tất cả chương trình giảng dạy cho tất cả các phân khoa của Viện Đại học Vạn Hạnh. Từ năm 1968–1970, giữ chức trưởng phân khoa Văn học và Khoa học Nhân văn của viện đại học. Tại đây ông cũng là sáng lập viên và chủ trương biên tập của tạp chí Tư Tưởng.
Ông rời Việt Nam từ năm 1970, chuyển sang sống ở Israel, Đức, rồi sống lâu dài tại Pháp. Tại đây ông lập gia đình và sau đó làm giáo sư triết học Tây phương của Viện Đại học Toulouse. Năm 1983, ông sang Hoa Kỳ, định cư ở Los Angeles, làm giáo sư ở College of Buddhist Studies. Từ khoảng năm 2005, ông sang cư ngụ tại Houston, tiểu bang Texas cho đến lúc qua đời ngày 8 tháng 3 nằm 2011 (mồng 4 tháng 2 năm Tân Mão).

## Tác phẩm

### Thơ, văn, tiểu luận
- Tiểu luận về Bồ Đề Đạt Ma, tổ sư Thiền tông (Tân Ý Thức, Nha Trang, 1964)
- Ý thức mới trong văn nghệ và triết học (An Tiêm, Sài Gòn, 1965; in lần thứ 4, 1970)[5]
- Trời tháng Tư (An Tiêm, Sài Gòn, 1966)
- Ngày sanh của rắn (Hoa Nắng, Paris, 196?; An Tiêm in chính thức tại Sài Gòn, 1966; Trần Thi in lần mới nhất, California, 1988), thơ.[6]
- Im lặng hố thẳm (An Tiêm, Sài Gòn, 1967 và 1969; Phạm Hoàng, 1969)[7]
- Hố thẳm của tư tưởng (An Tiêm, Sài Gòn, 1967; Phạm Hoàng in lần thứ 3, 1970)[8]
- Mặt trời không bao giờ có thực (An Tiêm, Sài Gòn, 1967; Phạm Hoàng in lần thứ 2, 1969)[9]
- Chỉ còn tiếng thơ trên mặt đất – Trở về Rainer Maria Rilke (1969)
- Henry Miller (Phạm Hoàng, Sài Gòn, 1969)
- Bay đi những cơn mưa phùn (Phạm Hoàng, Sài Gòn, 1970)[10]
- Ý thức bùng vỡ (Đồng Nai, Sài Gòn, 1970)
- Đi cho hết một đêm hoang vu trên mặt đất (1988)[11]
- Sự chuyển động toàn diện của tâm thức trong tư tưởng Phật giáo (1994)
- Triết lý Việt Nam về sự vượt biên (1995)
- Nguyễn Du, đại thi hào dân tộc (Viện Triết lý Việt Nam và Triết học Thế giới, California, 1996)
- Khơi mạch nguồn thơ thi sĩ Seamus Heaney, Giải Nobel Văn Chương 1995 (Viện Triết lý Việt Nam và Triết học Thế giới, California, 1996)
- Làm thế nào để trở thành một bậc bồ tát sáng rực khắp bốn phương trời (1998)
- Tinh tuý trong sáng của đạo lý Phật giáo (1998)
- Trên tất cả đỉnh cao là im lặng (Trần Thi, California, 1988; Văn hóa Sài Gòn tái bản, TP. Hồ Chí Minh, 2009), thơ.
- Một đêm siêu hình với Hàn Mặc Tử (2000)
- Khai ngôn cho một câu hỏi dễ hiểu: Triết học là gì? (2000)
- Đối mặt với 1000 năm cô đơn của Nietzsche (2000)

### Dịch phẩm
- Tự do đầu tiên và cuối cùng (An Tiêm, Sài Gòn, 1968), dịch của Jiddu Krishnamurti.
- Về thể tính của chân lý (Hoàng Đông Phương, Sài Gòn, 1968), dịch của Martin Heidegger.[12]
- Triết lý là gì? (An Tiêm, Sài Gòn, 1969), dịch của Martin Heidegger.[13]
- Tôi là ai? Đây là người mà chúng ta mong đợi!, dịch của Friedrich Nietzsche.(Phạm Hoàng, Sài Gòn, 1969)[14]
- Rèn luyện tâm thuật huyền linh (1991), dịch của Nikos Kazantzakis.

### Những tác phẩm khác
- Anh ngữ tinh âm tự điển (Hoàng Long, Mỹ Tho, 1957)
- Dialogue (Lá Bối, Sài Gòn, 1965), viết chung với Thích Nhất Hạnh, Bùi Giáng, Tam Ích, và Hồ Hữu Tường bằng tiếng Anh và tiếng Pháp.

## Đánh giá
- "Phạm Công Thiện ao ước trở thành một nghệ sĩ lớn, như Rimbaud, trong khi nhiều người cầm bút khác lại ca tụng Phạm Công Thiện như là một triết gia. Tôi thì tôi coi Phạm Công Thiện chủ yếu là một nhà thơ và một nhà tuỳ bút. Nói cách khác, theo tôi, Phạm Công Thiện là một nhà thơ trước khi là một nhà tuỳ bút; là một nhà tuỳ bút trước khi là một nhà văn; là một nhà văn trước khi là một nhà tư tưởng; là một nhà tư tưởng trước khi là một người phá phách và là một người phá phách trước khi là một kẻ lập dị. Suốt mấy chục năm nay, Phạm Công Thiện luôn luôn chịu đựng một sự đánh giá bất công cũng như những sự khen ngợi oan ức khi người ta nhìn ông theo một chiều hướng khác, ngược lại."[15]
- "Lúc nào cũng nồng nhiệt. Lúc nào cũng rộng rãi. Lúc nào cũng cực đoan. Có người cực đoan vì đần. Phạm Công Thiện cực đoan nhưng vẫn toát lên vẻ thông minh và rất thông thái. Sự cực đoan ở nhiều người khác gợi lên ấn tượng hẹp hòi và hung bạo. Phạm Công Thiên cực đoan một cách hồn nhiên và vô hại. Bao trùm lên tất cả, ông cực đoan một cách chân thành và duyên dáng. Đọc, thấy ngay ông cực đoan, nhưng không ai nỡ bắt bẻ. Bắt bẻ, tự nhiên có cảm giác là mình tỉnh táo một cách nhỏ nhen [...] Không ít người vẫn cho văn của Phạm Công Thiện là tối tăm. Tôi nghĩ ngược lại. Vấn đề không chừng là ở cách đọc [...] Tôi đã đọc (lại) các tác phẩm của Phạm Công Thiện như đọc những bài thơ. Với một tâm cảm thơ. Và tôi thấy mọi thứ đều dễ dàng. Trong vắt."[16]